# Dolci e spezie dall'India
Dolci e spezie dall'India (India Sweets and Spices) è un film del 2021 scritto e diretto da Geeta Malik, basato sulla sceneggiatura della stessa Malik “Dinner With Friends” che nel 2016 ha vinto il premio Academy Nicholl Fellowships.

## Trama
Alia Kapur è una studentessa universitaria della prestigiosa UCLA, molto testarda e indipendente, che per le vacanze estive torna nella cittadina di Ruby Hill, in New Jersey. Tuttavia le pesa adattarsi allo stile di vita dei suoi genitori molto tradizionalisti, Sheila e Ranjit, che sono soliti organizzare e partecipare a party ai quali presenziano tutte le altre facoltose famiglie indo-americane della zona, molto pettegole, snob e ossessionate dalla propria reputazione.
Nel negozio di alimentari indiano nelle vicinanze della sua mastodontica villa, Alia ha un colpo di fulmine con Varun Dutta, figlio maggiore dei nuovi proprietari dell'esercizio; la giovane decide allora di invitarli al prossimo party che si terrà a casa sua, così da poter conoscere meglio Varun. Al party la madre di Varun, Bahiravi, riconosce Sheila perché avevano frequentato il college insieme, ma lei si mostra imbarazzata; d'altro canto, nemmeno gli altri ospiti apprezzano la presenza di persone non appartenenti al loro status sociale. Alia ha una brutta sorpresa quando scopre suo padre e la madre del suo amico Rahul a palpeggiarsi e baciarsi.
Il giorno dopo Alia affronta il padre, scoprendo poi dalla madre che lei già sapeva di questa tresca, rimanendone sconvolta. Intanto, lei e Varun iniziano a frequentarsi. Un giorno la ragazza trova una fotografia che ritrae la madre da giovane con altre ragazze, tutte con la testa rasata, e la dicitura «Bahiru, Eunice, io, Kamala, Ketu. Associazione per l'Uguaglianza delle Donne»; chiede quindi spiegazioni a Bahiravi, la quale le dice che si trattava di un club femminista e che era proprio Sheila a organizzare le manifestazioni a Delhi, e che la rasatura dei capelli era un modo per lottare contro il patriarcato e per dimostrare (a dispetto del fatto che venisse loro detto che erano deboli, facili da intimorire e che non avrebbero trovato marito) che si stavano impegnando per quello che era giusto. Bhairavi aggiunge che quando una donna, Rupa, fu brutalmente aggredita da un alto ufficiale governativo e messa in galera perché lui dichiarò che mentiva per ricattarlo, dopo un infruttuoso sit-in di fronte al carcere, una notte Sheila guidò il gruppo fino alla cella di Rupa per farla evadere, ma la polizia era in attesa e la arrestò; dopo qualche giorno venne uno zio a prenderla, e quella fu l'ultima volta che sentirono parlare di lei.
Dopo alcune riflessioni, Sheila decide di incontrare Bahiravi portando con sé Alia, e spiega loro come andarono le cose: lo zio la portò dritta a casa, a  Rampur, dove sua madre aveva avuto in un infarto, e tutti gliene attribuirono la colpa; Sheila cercò di spiegare le ragioni per le quali aveva lottato, ma non la ascoltarono, le dissero che li aveva disonorati e che se sua madre fosse morta sarebbe tutto ricaduto su di lei; a quel punto, per "rimediare" Sheila accettò di sposare in un matrimonio combinato Ranjit, che voleva trasferirsi negli Stati Uniti ma aveva bisogno di soldi e documenti. In America, Ranjit divenne un medico e Sheila divenne una moglie e madre silenziosa, come ci si aspettava; Sheila pensò spesso alle sue amiche, ma alla fine per via dei numerosi compromessi si rassegnò a condurre una vita che non sentiva sua.
Sheila è stanca dei continui tradimenti del marito nel corso degli anni e gli impone di farla finita, ma lui le risponde che entrambi sapevano fin dall'inizio che il loro era un matrimonio senza sentimento, che non possono rovinare ciò che hanno costruito perché poi la gente parlerebbe alle loro spalle, che già una volta ha messo in difficoltà la sua famiglia e che non deve ripetere lo stesso sbaglio, chiedendole di tenere unita la famiglia. Sheila acconsente con riluttanza.
Durante un altro party a casa Kapur per l'anniversario di matrimonio di Ranjit e Sheila, Bahiravi e Alia rimangono dispiaciute nel vedere che Sheila si è nuovamente arresa. Alia però, stanca dell'ipocrisia che domina tra i presenti, compie un gesto che sciocca tutti ripresentandosi con i capelli interamente rasati. Ranjit cerca di portare via la figlia, ma Sheila lo ferma e decide finalmente di dire tutto quello che tiene dentro; questo porta a una catena di segreti svelati e di accuse tra gli ospiti, le cui "maschere" finalmente cadono. Infine, Sheila rivela che lei e Bhairavi erano amiche e che lottavano per dar voce alle donne, poi ordina a Ranjit di fare i bagagli e sistemarsi in hotel.
Qualche tempo dopo Alia è pronta per tornare in California, dove anche Varun andrà a studiare. Prima che Sheila accompagni la figlia all'aeroporto, a casa si presenta Ranjit per badare nel frattempo ai due figli minori; l'uomo spiega ad Alia che sebbene lui e la moglie siano partiti in circostanze sbagliate, da quelle hanno costruito qualcosa di meraviglioso e molto importante, e non vuole perdere questa famiglia; Sheila li ascolta stupita e forse commossa. All'aeroporto, Alia dice alla madre che non sa cosa deve fare; nemmeno Sheila lo sa, ma afferma che prima o poi lo scopriranno, e si scambiano un abbraccio. Tra gli effetti personali Alia porta con sé la vecchia fotografia della madre, che posa sul comodino del proprio appartamento.

## Distribuzione
Il film è stato presentato in anteprima mondiale al Tribeca Film Festival il 12 giugno 2021, seguito da una proiezione al San Diego Asian Film Festival il 30 ottobre dello stesso anno, seguìto poi da un'uscita limitata nelle sale cinematografiche statunitensi a partire dal 19 novembre 2021.
Invece in Italia è stato trasmesso in prima visione su Canale 5 nel daytime pomeridiano il 5 agosto 2022.